# Каховка (ракетный катер)
«Каховка» (до 1992 года — «Комсомолец Татарии») — ракетный катер военно-морских сил Украины проекта 206МР.

## Строительство
Построен на Средне-Невском судостроительном заводе (заводской № 248) в Ленинграде, и в 1980 году зачислен в Черноморский флот.

## Служба
Входил в 296-й дивизион малых ракетных кораблей 41-й бригады ракетных катеров Черноморского флота, базировавшихся на Черноморское. Имел тактический номер Р-265. До 1992 года название «Комсомолец Татарии». Первый, поднявший Андреевский флаг, перекрашенный из сигнального флага VICTOR экипажем, и поднятый при входе в Севастополь.

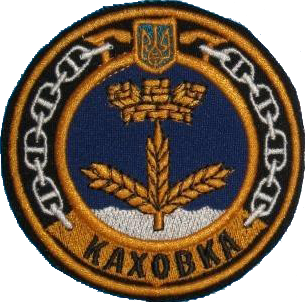
Нарукавный шеврон служащих на РК

После раздела Черноморского флота СССР, 30 декабря 1995 года передан в военно-морские силы Украины и там получил новое название — «Каховка» и бортовой номер U154.
7 ноября 2012 года выведен из боевого состава ВМС Украины.